# SBGN
SBGN (англ. Systems Biology Graphical Notation) — это язык графического представления элементов биологических систем и взаимодействий между ними, разработанная группой биохимиков, молекулярных биологов и биоинформатиков.

## История
Первые работы по созданию непротиворечивой и исчерпывающей системы, описывающей взаимодействия элементов биологических систем, провел Курт Кон (Kurt Kohn) в Национальном Институте Рака (NCI). Консорциум специалистов для разработки стандарта SBGN был создан Хироаки Китано (Hiroaki Kitano), директором Токийского Института Системной Биологии, в 2005 году.
Спецификация SBGN Process Description, переименованного впоследствии в Process Diagrams, была выпущена 23 Августа 2008 года. Изменения и исправления к спецификации опубликованы 1 сентября 2009 года. Спецификация SBGN Entity relationship была опубликована первого сентября 2009 года одновременно с первой спецификацией SBGN Activity Flow.

## Виды диаграмм
Спецификация языка SBGN описывает три типа диаграмм:
- Диаграмма процессов (Process Descriptions, PD)
- Диаграмма взаимодействий (Entity Relationships, ER)
- Диаграмма потоков деятельности (Activity Flows, AF)

Используя эти три диаграммы биологи могут недвусмысленно представлять графически знания о структуре взаимодействий в биологической системе. При разработке стандартов большое внимание было уделено созданию ограниченного набора графических элементов (алфавита) со строго определённой семантикой. Ограниченность графического алфавита и простая грамматика делают SBGN простым и удобным, пригодным не только для научных публикаций, но и для использования в книгах и учебных пособиях.
Диаграмма процессов представляет биологическую систему как сеть взаимосвязанных и организованных во времени процессов.
Диаграмма взаимодействий представляет биологическую систему в виде набора парных взаимодействий без учёта их организации во времени. Основной причиной создания этой диаграммы была необходимость преодоления эффекта, так называемого, комбинаторного взрыва. Системы описываемые SBGN-ER представляются как наборы правил, описывающих влияние элементов системы на взаимодействия внутри системы.
Диаграмма потоков деятельности, в отличие от двух предыдущих, описывает систему не как совокупность физических агентов, молекулярных пулов (SBGN-PD) или отдельных агентов (SBGN-ER), а как поток информации между различными биохимическим активностями. Активность может быть реализована разными биологическими агентами (например разными ферментами имеющими общий EC номер), а также один агент может принимать участие в реализации нескольких биологических активностей (функций).
Программные продукты, поддерживающие стандарты SBGN (главным образом SBGN-PD) уже доступны.